# 吉林临江农村商业银行
吉林临江农村商业银行股份有限公司，简称“临江农商行”，是一家位于中国吉林省临江市正阳路29号的农村商业银行。 

## 历史
前身是临江市农村信用合作联社成立于1996年9月19日。发展成拥有17个分支机构、255名员工、资产规模达30亿元。
2010年中国银行业监督管理委员会下发了《关于高风险农村信用社并购重组的指导意见》（银监发【2010】71号），定义监管评级为六级的农村信用社，以及监管评级为五B级且主要监管指标呈下行恶化趋势的农村信用社为高风险农村信用社。长春农村商业银行为主发起，牵头其他出资方共计出资併購“临江市农村信用合作联社”，筹建吉林临江农村商业银行有限责任公司。 2015年6月2日中国银行业监督管理委员会批复同意筹建 。2015年9月24日吉林银监局批复吉林临江农村商业银行股份有限公司开业。2015年9月25日吉林临江农村商业银行股份有限公司开业庆典。注册资本3亿元，长春农村商业银行出资51%，临江林业局、吉林省九洲光电科技股份有限公司、四平农丰乐农业装备有限公司、临江市长兴实业(集团)有限公司分别出资9.900%、9.5%、9.5%、7.9667%；自然人股19.49%。 